# ナフテン酸

ナフテン酸の成分の一つである3-(3-エチルシクロペンチル)プロピオン酸[http://www.chemindustry.com/chemicals/073578129.html

ナフテン酸（ナフテンさん、naphthenic acid）は主に石油中の複数の酸性物質が混合した異なるカルボン酸の混合物である。
産地（油田）を問わず原油には含まれるが、特にナフテン基原油に多く含まれる。ナフテン酸が多い原油は精製時の腐食が問題となるため対策が求められる。一般的な石油精製では酸素化合物として除去対象であるため、意図的に添加したケースを除くと石油製品にはほぼ残存しない。
石油から生産され、各種添加剤として用いられている。
主成分は、シクロペンタンとシクロヘキサンのカルボン酸化合物である。

## 用途
- 塗料･印刷インキの乾燥剤
- 木材防腐･防蟻剤
- 潤滑油添加剤
- 乳化剤
- 金属石鹸
- コンクリート離型剤
- ナパーム弾:ナフサ、パルミチン酸アルミニウムと混ぜて使用される。